# Jan Karlsson (cyclisme)
Pour les articles homonymes, voir Jan Karlsson.
Jan Karlsson (né le 8 février 1966 à Falköping) est un coureur cycliste suédois. Spécialiste du contre-la-montre, il a été médaillé de bronze du contre-la-montre par équipes aux Jeux olympiques de 1988. Son fils Marcus Fåglum est également coureur cycliste.

## Palmarès
- 1984
  -  Champion de Suède du contre-la-montre par équipes juniors
- 1988
  - Champion des Pays nordiques du contre-la-montre par équipes
  -  Champion de Suède du contre-la-montre
  -  Médaillé de bronze du contre-la-montre par équipes aux Jeux olympiques
- 1989
  - Champion des Pays nordiques du contre-la-montre par équipes
  -  Champion de Suède du contre-la-montre
  -  Champion de Suède du contre-la-montre par équipes
- 1990
  - Champion des Pays nordiques du contre-la-montre par équipes
  - Chrono des Herbiers
  - 3e du championnat de Suède sur route
- 1991
  - Chrono des Herbiers
  - 2e du Duo normand (avec Björn Johansson)
  - 2e du Tour de Basse-Saxe
- 1992
  - Champion des Pays nordiques du contre-la-montre par équipes
  - 2e du Grand Prix des Nations amateurs
  - 2e du Grand Prix de France
  - 2e du Duo normand (avec Glenn Magnusson)
  - 3e du Chrono des Herbiers
- 1993
  - 2e du championnat des Pays nordiques du contre-la-montre par équipes
  - 3e du Duo normand (avec Magnus Knutsson)
- 1994
  -  Champion de Suède du contre-la-montre par équipes
  - 3e du Chrono des Herbiers
- 1995
  - Chrono des Herbiers amateurs
  -  Champion de Suède du contre-la-montre
  - 3e du championnat des Pays nordiques du contre-la-montre
  - 10e du championnat du monde du contre-la-montre
- 1996
  - 2e du championnat des Pays nordiques du contre-la-montre
- 1997
  - Classement général du Berliner Etappenfahrt
  - 3e de l'Östgötaloppet
  - 3e des Deux Jours du Gaverstreek
- 1998
  - 3e du championnat des Pays nordiques sur route
  - 3e du championnat des Pays nordiques du contre-la-montre
- 1999
  - 5e étape du Tour d'Argentine